# Boragondanahalli, Davanagere
Boragondanahalli là một làng thuộc tehsil Davanagere, huyện Davanagere, bang Karnataka, Ấn Độ.